# Works
Works és un disc recopilatori del grup britànic de rock progressiu Pink Floyd aparegut a la Gran Bretanya el dia 1 de juny de 1983. És la tercera compilació del grup de quatre. Aquest àlbum conté un títol inèdit Embryo, que havia de sortir al disc ummagumma, però fou rebutjat en aquell moent. Amb tot, va ser tocat en diferents gires. Els temes Brain Damage i Eclipse foren remesclats per aquesta recopilació.

## Llista de temes
1. "One of These Days" – 5:50 (De Meddle)
2. "Arnold Layne" – 2:52 (Single)
3. "Fearless" – 6:03 (De Meddle)
4. "Brain Damage" – 3:50 (De The Dark Side of the Moon)
5. "Eclipse" – 1:45 (De The Dark Side of the Moon)
6. "Set the Controls for the Heart of the Sun" – 5:23 (De A Saucerful of Secrets)
7. "See Emily Play" – 2:54 (Single)
8. "Several Species of Small Furry Animals Gathered Together in a Cave and Grooving with a Pict" – 4:47 (De Ummagumma)
9. "Free Four" – 4:07 (De Obscured by Clouds)
10. "Embryo" – 4:39 (Inédit 1970)